# Ricarda Walkling
Ricarda Walkling (* 19. März 1997 in Hannover) ist eine deutsche Fußballspielerin, die seit 2020 bei Werder Bremen unter Vertrag steht.

## Karriere

### Vereine
Walkling begann 2002 in Obergriesbach beim ortsansässigen Sportverein im schwäbischen Landkreis Aichach-Friedberg mit dem Fußballspielen und gelangte über eine zweijährige Zwischenstation beim TSV Schwaben Augsburg im Jahr 2010 in die Jugendabteilung des FC Bayern München. Mit Münchens B-Juniorinnen gewann sie 2013 die deutsche Meisterschaft und erzielte im Finale gegen den FSV Gütersloh 2009 den Treffer zum zwischenzeitlichen 1:1. Nachdem sie am 29. September 2013 in der zweiten Runde des DFB-Pokals erstmals für Münchens erste Mannschaft auf dem Platz stand, gab sie am 6. Oktober 2013 (4. Spieltag) ihr Bundesligadebüt: In der Partie gegen den BV Cloppenburg wurde sie in der 89. Minute beim Stand von 4:2 für Vanessa Bürki eingewechselt und erzielte wenige Augenblicke später mit dem Treffer zum 5:2-Endstand ihr erstes Bundesligator. Neben ihren Einsätzen für Münchens Bundesligamannschaft lief sie in dieser Saison in einigen Partien weiterhin für die B-Juniorinnen auf, mit denen sie am 31. Mai 2014 nach einem 1:0-Finalerfolg gegen Turbine Potsdam erneut die Deutsche Meisterschaft feiern konnte. 2014/15 und 2015/16 gewann sie mit den Münchnerinnen die deutsche Meisterschaft, kam in beiden Saisons jedoch zu keinen weiteren Bundesligaeinsätzen. Vor dem letzten Saisonspiel am 16. Mai 2016, beim 1:1-Unentschieden im Heimspiel gegen die TSG 1899 Hoffenheim, wurde sie gemeinsam mit Eunice Beckmann, Laura Feiersinger, Jenny Gaugigl, Raffaella Manieri und Fabienne Weber vom Verein verabschiedet. Anlässlich ihres 2016 begonnenen Studiums an der North Carolina State University spielt sie für dort für das Frauenfußballteam „Wolfpack“. Ihr Debüt gab sie am 19. August 2016 beim 6:1-Sieg im Auswärtsspiel gegen das Frauenfußballteam „La Salle“. Ihr erstes Tor erzielte sie am 28. August 2016 beim 4:1-Sieg gegen das Frauenfußballteam der United States Naval Academy aus Annapolis.
Am 30. Januar 2020 wurde bekannt, dass sie zu Werder Bremen wechselt.

### Nationalmannschaft
Die Mittelfeldspielerin gab am 11. September 2012 in Hamburg beim 3:1-Sieg, im Test-Länderspiel gegen die Auswahl Norwegens ihr Debüt für die U16-Nationalmannschaft. Mit ihr nahm sie im Juli 2013 am Turnier um den Nordic-Cup auf Island teil, den sie mit der Mannschaft nach vier Siegen aus vier Begegnungen und einem Torverhältnis von 11:0 gewann. Am 30. Januar 2013 debütierte sie in der U17-Nationalmannschaft, die in Carson City im Test-Länderspiel gegen die U17-Nationalmannschaft der Vereinigten Staaten ein 1:1-Unentschieden erzielte. In ihrem fünften Einsatz für diese Auswahlmannschaft, am 11. Oktober 2013, erzielte sie im Rahmen der EM-Qualifikation beim 6:0-Sieg der U17-Nationalmannschaft gegen die U17-Nationalmannschaft der Schweiz ihre ersten drei Tore im Nationaltrikot. Bei der vom 26. November bis 8. Dezember 2013 in England ausgetragenen U17-Europameisterschaft bestritt sie alle fünf Begegnungen (einschließlich des mit 3:1 im Elfmeterschießen gegen die U17-Nationalmannschaft Spaniens gewonnenen Finales) und erzielte beim 4:0-Sieg im Gruppenspiel gegen die U17-Nationalmannschaft Frankreichs sowie mit dem 1:0-Siegtreffer im Halbfinale gegen die U17-Nationalmannschaft Italiens zwei Turniertore.

## Erfolge
Nationalmannschaft
- U-17-Europameisterin: 2014
- Nordic-Cup-Siegerin: 2013 (mit den U-16-Juniorinnen des DFB)

FC Bayern München
- Deutsche B-Juniorinnen-Meisterin: 2012/13 und 2013/14
- Deutsche Meisterin: 2015, 2015/16

Werder Bremen
- DFB-Pokal-Finalistin: 2024/25